# Philonotis subsphaericarpa
Philonotis subsphaericarpa là một loài rêu trong họ Bartramiaceae. Loài này được Broth. mô tả khoa học đầu tiên năm 1903.